# Чжан Цзунчан
Чжан Цзунчан (кит. трад. 張宗昌, упр. 张宗昌, пиньинь Zhāng Zōngchāng, 1881—1932) по прозвищу Генерал Собачье Мясо (Псина, Собачатина) — китайский милитарист из провинции Шаньдун. Был известен эксцентричностью своего образа и поведения. Журнал «Time» назвал его «самым подлым милитаристом в Китае», а писатель Линь Юйтан — «самым ярким, легендарным, средневековым и бесстыдным правителем современного Китая». 

## Ранние годы
Чжан Цзунчан родился в бедной семье в уезде Есянь (ныне Лайчжоу в провинции Шаньдун). Его родители развелись, отец-цирюльник был алкоголиком, мать занималась ведовством. С молодых лет, как и многие другие уроженцы Шаньдуна, он направился искать счастья в Маньчжурию, где присоединился к разбойникам-хунхузам. Чжан Цзунчан быстро выдвинулся на криминальном поприще и возглавил крупный отряд хунхузов, с которым участвовал в Русско-японской войне 1904—1905 годов, состоя на жаловании у русского командования и выполняя диверсионные и разведывательные акции в тылу японских войск. После войны вернулся к привычному бандитизму. 
Значительных успехов Чжан Цзунчан достиг после того, как поступил на службу правителя Цзянсу вместе со своим отрядом, что было обычной практикой для последнего десятилетия существования империи Цин. После Синьхайской революции он после гибели предыдущего командующего даже возглавил дивизион, боровшийся с бандами, однако генерал Фэн Гочжан распустил отряд за связи с революционными силами. Впрочем, Чжан доказал свою лояльность и полезность для Фэна и Юань Шикая, организовав убийство революционера Чэнь Цимэя в 1916 году, и ставший вице-президентом Китайской Республики Фэн Гочжан назначил Чжана командиром своей личной стражи.
Когда его отряд был разгромлен, Чжан Цзунчан присоединился к силам Фэнтяньской клики: отправился к маньчжурскому милитаристу Чжан Цзолиню и произвёл на него хорошее впечатление. На праздновании дня рождения последнего он, в отличие от других гостей, которые одаривали Чжан Цзолиня дорогими подарками, направил ему две пустые корзины, которые обычно использовали носильщики-кули, а сам не появился на вечеринке. Чжан Цзолинь был неприятно удивлён, но его помощники растолковали ему значение подарка: пустые корзины означали, что Чжан Цзунчан сможет тащить на своих плечах тяжёлую ношу, и теперь всё зависит от того, чем именно нагрузит его Чжан Цзолинь. Точно также люди кладут тяжёлую кладь в корзины, если они уверены, что их днище сможет выдержать её. Чжан Цзолинь наградил Чжан Цзунчана высоким постом в своей армии, и вскоре тот доказал, что его командир не ошибся. Только после победы над соперниками Чжан Цзолиня Чжан Цзунчан явился к нему лично.

## Расцвет влияния и публичный образ
Чжан отличился во Второй Чжили-Фэнтяньской войне, заняв важный переход Лэнкоуюань после ослабления обороны Чжилийской клики вследствие измены Фэн Юйсяна. В апреле 1925 года войска Чжан Цзунчана заняли Шанхай и Нанкин; сам он приобрёл тесные связи с шанхайским криминальным миром и наркоторговлей, от которой зависела экономика клики. В том же году войска Чжан Цзунчана были выбиты из Шанхая, и Чжан Цзолинь назначил его военным губернатором провинции Шаньдун, которой тот правил до мая 1928 года. Его правление отличалось жестокостью, коррумпированностью и некомпетентностью: невыносимые поборы вызывали недовольство крестьян, стекавшихся в повстанческое Общество Красного Копья, при этом видных недовольных (например, редактора оппозиционной газеты) казнили по его приказу. Чжан практиковал как расстрелы, так и повешение на телеграфных столбах. Одновременно сам губернатор обставил свою резиденцию на манер средневекового двора, устраивая затратные празднества и покровительствуя деятелям культуры, торговцам оружием, боссам преступности, дипломатам и западным журналистам.
Чжан Цзунчан обрёл славу одного из самых жестоких, и в то же время наиболее колоритных милитаристов Китая. Например, как-то он объявил, что вернётся либо с победой, либо в гробу. Потерпев поражение в бою, он сдержал слово своеобразным образом — его пронесли сидящим в гробу и покуривающим любимые кубинские сигары. Он и его солдаты были известны как любители «открывать дыни» — раскалывать головы одним ударом. Однажды, во время битвы против соседнего военного губернатора У Пэйфу, войска Чжан Цзунчана одолели силы противника, в несколько раз превосходящие их по численности. В результате солдаты У Пэйфу начали массово сдаваться в плен. Чжан Цзунчан позволил им сохранить свои воинские звания, а своих офицеров повысил по службе, поставив им под начало побеждённых солдат. Однако у него не было достаточно золота и серебра, чтобы отлить звёздочки для знаков различия, и Чжан Цзунчан приказал сделать их из фольги, которая обычно шла на папиросные пачки.
Прозвище Чжана, Генерал Собачье Мясо, произошло из-за его пристрастия к азартным играм, особенно к игре пай гоу, которая на северо-восточном китайском диалекте называется «бросание собачьего мяса». С этим прозвищем не связано другое его обыкновение — ежедневное употребление мяса чёрных собак чау-чау, которое считалось полезным для мужской силы, которой, как и размерами своего полового члена, Чжан любил бравировать. У него было от 30 до 50 наложниц, в том числе из Кореи, Японии, России, Франции и США (журналист Джон Гантер насчитал всего 26 национальностей), которым он давал номера, так как не мог запомнить их имён. Чжан расценивал их как свою собственность и при случае награждал ими подчинённых. Командиры в армии Чжана были ему верны, и это во многом способствовало его военным успехам (при этом рядовые солдаты часто недосчитывались положенного жалования). По словам жены Веллингтона Ку, его все называли «Три Понятия-Не-Имею» (кит. 三不知): он говорил, что не знает, сколько у него денег, сколько наложниц и сколько солдат.
Ты говоришь: делай эдак,
а ты говоришь: так!
Все вы здесь ублюдки,
Мать вашу растак!
Будучи полуграмотным, Чжан Цзунчан всё равно сочинял поэзию — по отзывам современников, крайне дурную; впрочем, некоторые считали, что стихи были составлены его оппонентами для его дискредитации. Например, его стих о горе Тайшань сводится к наблюдению, что она широка у основания и узка у вершины, и заключению, что если её перевернуть вверх ногами, то будет наоборот. Он не был особенно религиозен, но отличался суеверностью: так, он доверял даосскому прорицателю, как-то предрёкшему схождение поезда с рельс (как толковали злые языки, устроенное подкупленными оным прорицателем людьми). А когда молитвы в храме Лун-вана не принесли дождя и избавления от засухи и голода, Чжан приказал войскам расстреливать небо.
Чжан Цзунчан, сам отличавшийся физической силой, был одним из самых боеспособных генералов. В его войсках служило до 4600 русских, попавших в Китай после поражения во время Гражданской войны в России, которые были сведены в 1-ю особую бригаду под командованием генерала Нечаева. Он также активно использовал бронепоезда, команды которых состояли преимущественно из бывших белогвардейцев. Чжан Цзунчан также был первым из китайских генералов, организовавшим в своей армии женские подразделения. В частности, у него был медсанбат, полностью состоящий из русских сестёр милосердия. Они обучали уходу за ранеными своих китайских коллег, что во многом способствовало налаживанию медицинского обеспечения и поднятию боевого духа в армии Чжан Цзунчана.

## Закат карьеры

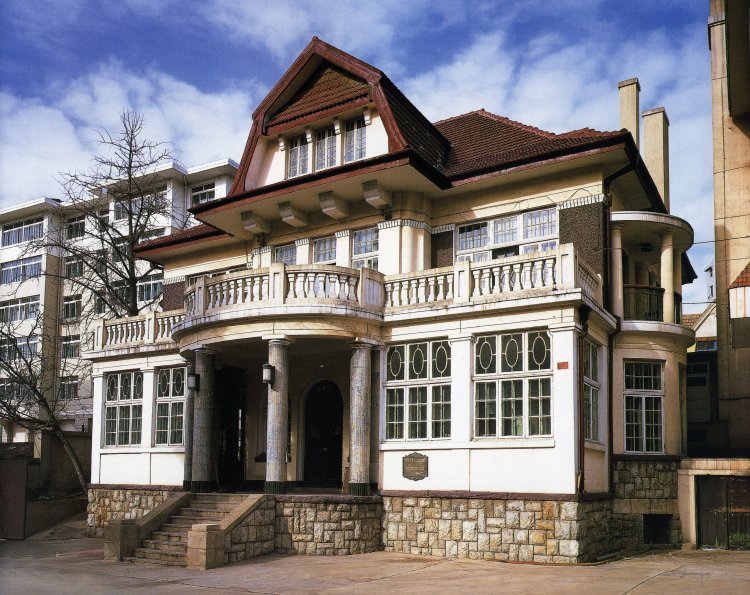
Дом Чжан Цзунчана в г. Далянь

В 1928 его армия была разбита войсками Гоминьдана. В ходе Северного похода части Национально-революционной армии последнего под началом Бай Чунси взяли в плен десятки тысяч солдат Чжана, которому удалось бежать в Маньчжурию. Чжан Цзунчан оставался непримиримым к гоминьдановцам даже после убийства Чжан Цзолиня, выступив со своими войсками против признания сыном последнего, Чжаном Сюэляном, верховенства правительства Гоминьдана. В итоге, Чжан Цзунчан потерпел поражение, и даже его русские наёмники покинули его. Впрочем, в итоге он был помилован и получил разрешение покинуть страну. 
Он выехал в Тяньцзинь, откуда 24 декабря 1930 г. перебрался в Дайрен (Далянь), находившийся под японским управлением. Там Чжан Цзунчан был благосклонно принят и получил приглашение посетить Японию. Живя в японском Беппу с престарелой матерью, которая и ранее его постоянно сопровождала, в том числе в походах, вновь засветился в хронике, когда застрелил двоюродного брата Пу И — по собственному утверждению, «случайно», однако японский суд признал его виновным и предоставил наказание на выбор: 15 суток заключения или незначительный штраф. В 1931 году Чжан вновь ненадолго захватил власть в Шаньдуне. В сентябре 1932 года был убит сыном одной из своих многочисленных жертв на перроне вокзала в городе Цзинань.
В Даляне сохранился особняк, в котором Чжан Цзунчан прожил около двух недель в 1930 г. Здание, построенное в 1925 г., находится в даляньском районе Хэйшицяо (кит.адрес:黑石樵区，东村157) и принадлежит городскому Управлению общественной безопасности.